# Javor
Javor là một làng thuộc huyện Klatovy, vùng Plzeňský, Cộng hòa Séc.